# Агустин Вулетић
Агустин Вулетић (шп. Agustín Vuletich; Аријас, 3. новембар 1991) је аргентински фудбалер српског порекла.

## Биографија
Агустин Вулетић је рођен у месту Аријас, провинција Кордоба, Аргентина. Потомак је српских исељеника из Далмације, због чега поред аргентинског има и хрватско држављанство. Студира право на Универзитету Флорес у Буенос Ајресу.

## Каријера
Професионалну каријеру је почео у Велез Сарсфилду. За први тим дебитује 27. марта 2011. године ушавши у игру у 86. минуту меча против Арсенала који је његов тим добио резултатом 3:0. Свој први гол је постигао у поразу од Килмеса резултатом 2:3. У својој првој сезони са Велезом је постао шампион и стигао је до полуфинала Копа либертадореса. Почетком 2012. године је позајмљен швајцарској Белинцони, док је средином исте године отишао на позајмицу у чилеански Кобресал. Након завршене сезоне у Кобресалу, почетком 2013. године се сели на позајмицу у екипу Сан Маркос Арика. После истека позајмице враћа се у Аргентину и потписује за Олимпо у којем ће бити до 2015. године када се по други пут сели у Европу, тачније Португалију, где прелази у редове екипе Ароуке.

## Репрезентација
Са младом репрезентацијом Аргентине је учествовао на Светском првенству за младе 2011. године, које је одржано у Колумбији. Он је на првенству забележио два наступа, а Аргентина је стигла до четвртфинала, изгубивши од Португалије на пенале.

## Трофеји

### Велез Сарсфилд
- Прва лига Аргентине (1) : Клаусура 2011.